# Ballana repa
Ballana repa är en insektsart som beskrevs av Delong 1937. Ballana repa ingår i släktet Ballana och familjen dvärgstritar. Inga underarter finns listade i Catalogue of Life.